# Alberto de Andrade e Silva
Alberto de Andrade e Silva (Quinta de S. Bruno, Sardoal, 15 de maio de 1906 – Lapa, Lisboa, 4 de agosto de 1990) foi um General do Exército Português, Chefe de Estado Maior do Exército e o último Ministro do Exército, deposto pela Revolução dos Cravos.
Foi também o 18º Presidente da Sociedade Histórica da Independência de Portugal.
Publicou os livros «Comando», «A Batalha de Aljubarrota», «Conferências sobre Ética Militar» e «Teatros de Operações de Portugal».

## Biografia
Alberto de Andrade e Silva nasceu na Quinta de São Bruno, na vila do Sardoal, distrito de Santarém, a 15 de maio de 1906. Batizado a 13 de agosto de 1906, era filho de Manoel da Silva e de Joaquina Martins Ferreira. 
Em 1923, faz os Preparatórios de Engenharia na Universidade de Coimbra e em 1927, ingressa na Escola Militar, no curso de Engenharia, terminando este em 1931.
Oficial de Engenharia, prestou serviço no Regimento de Sapadores Mineiros e no Batalhão de Pontoneiros.
Em 1940 é admitido no Curso de Estado-Maior e, no seu termo, mobilizado para os Açores desempenha funções de Estado Maior nos quartéis-generais dos Açores, de S. Miguel e do Faial. Ingressa então no Corpo de Estado-Maior.
Já Coronel, chefia a 1.ª Repartição do Secretariado-Geral da Defesa Nacional.
Comandou o Regimento de Artilharia Antiaérea Fixa e, de 1963 a 1965, é Comandante Chefe das Forças Armadas de Operações de Angola. 
Em seguida, vai comandar a Academia Militar.
Em 1973, faz parte do Governo, como Ministro do Exército. É, o último Ministro do Exército, sendo o ministério extinto com o 25 de Abril. 